# Acacia aciphylla
Acacia aciphylla es una especie de planta con flores de la familia Fabaceae y es endémica del suroeste de Australia Occidental. Es un arbusto espinoso y frondoso con filodios puntiagudos, rígidos y hacia abajo, flores dispuestas en cabezas ovales generalmente dispuestas en pares en las axilas de las hojas, y vainas lineales pods de hasta 90 milímetros (3,5 plg) de largo.

## Descripción
El arbusto es espinoso con un hábito denso y frondoso que generalmente crece hasta una altura de 0,6 a 1,8 metros (2 a 6 pies). Tiene ramitas glabras y filodios. Los filodios sésiles son decurrentes en las ramitas. Son rígidos, erectos, rectos y teretes a ligeramente rómbicos en sección transversal. Cada filodio mide 6 a 12 centímetros (2,4 a 4,7 plg) de largo con un diámetro de aproximadamente 1,5 milímetros (0,06 plg). Florece de julio a septiembre produciendo flores amarillo dorado densamente empaquetadas. Las inflorescencias son simples con dos encontradas 2 por axila. Las cabezas de cada inflorescencia tienen una forma obloide y miden aproximadamente 6 a 9 milímetros (0,24 a 0,35 plg) de largo con un diámetro de alrededor de 2 mm (0,08 plg). Después de la floración, se producen vainas de semillas que tienen una forma lineal que está ligeramente elevada entre las semillas. las vainas son rectas con una longitud de aproximadamente 9 cm (4 plg) y un ancho de 2,5 mm (0,10 plg).

## Clasificación
La especie fue descrita formalmente por primera vez por el botánico George Bentham en 1855 en la revista Linnaea: Ein Journal für die Botanik in ihrem ganzen Umfange, oder Beiträge zur Pflanzenkunde. Esta especie está incluida en el subgénero Phyllodineae, sección Juliflorae.

## Distribución
La planta crecerá en suelos arenosos, limosos y lateríticos y en afloramientos de granito y crestas rocosas en comunidades de matorrales mixtos. Tiene una distribución fragmentada entre Kalbarri, Mullewa y Morawa.